# Захариас Пападас
Захариас Андруцос или Пападас или капитан Фуфас (на гръцки: Ζαχαρίας Παπαδάς; καπετάν Φούφας), е гръцки офицер и андартски капитан, участник в Гръцката въоръжена пропаганда в Македония.

## Биография
Захариас Пападас е роден през 1876 година в село Платанаки, Аркадия. Като подпоручик от гръцката армия влиза с чета в 1906 година в Македония. Район на действие му е Нередската планина, Лерин и Пелистер. През март същата година нахлува с чета от 250 души в Корещата, но е отблъснат от турска армия. На 17 април напада село Крапешино. На 18 април заедно с капитан Вардас (Георгиос Цондос) залавя 45 жители на село Сребрено и убива двама мъже и две жени. На 31 юли 1906 година се завръща в Гърция. На 23 април 1906 година убива четирима българи екзархисти край село Търсие.
На 10 април 1907 година Захариас Пападас повторно се завръща в Македония. В нощта на 7 май обединените чети на Захариас Пападас, подпоручик Григорис Фалиреас, капитаните Андрея, Мицо и Флора, нападат кайлярското село Палеор. Нападението започва в 9 часа вечерта и завързалата се битка със селската милиция на ВМОРО продължава през нощта. Въоръжените селяни убиват Пападас и четирима други андарти (Панайотис Кукис) под къщата на Кире Бънчелов, а няколко други гръцки четници са ранени. При изтеглянето си андартите подпалват 4 къщи и убиват 3 жени.
Германос Каравангелис казва за него: 
| „ | ...един от най-смелите подофицери на гръцката войска. Непрекъснато се опитваше да влезе в Корещата, влизаше, наказваше и щеше да действа много резултатно, ако не падаше жертва на предателство. Той решил да влезне в Палиохор, но планът му беше предаден на българите и в момента, когато влизаше в Палиохор, общ залп на българите го простря мъртъв с доста други от неговата чета. | “ |

В 1932 година село Палеор е преименувано на Фуфас на името на капитан Пападас. В 1992 година е основан силогосът (комитет) „Капитан Фуфас“, като една от основните му цели е „да засилва гръцкото съзнание“ на населението.